# Varkensmarkt (Vianen)

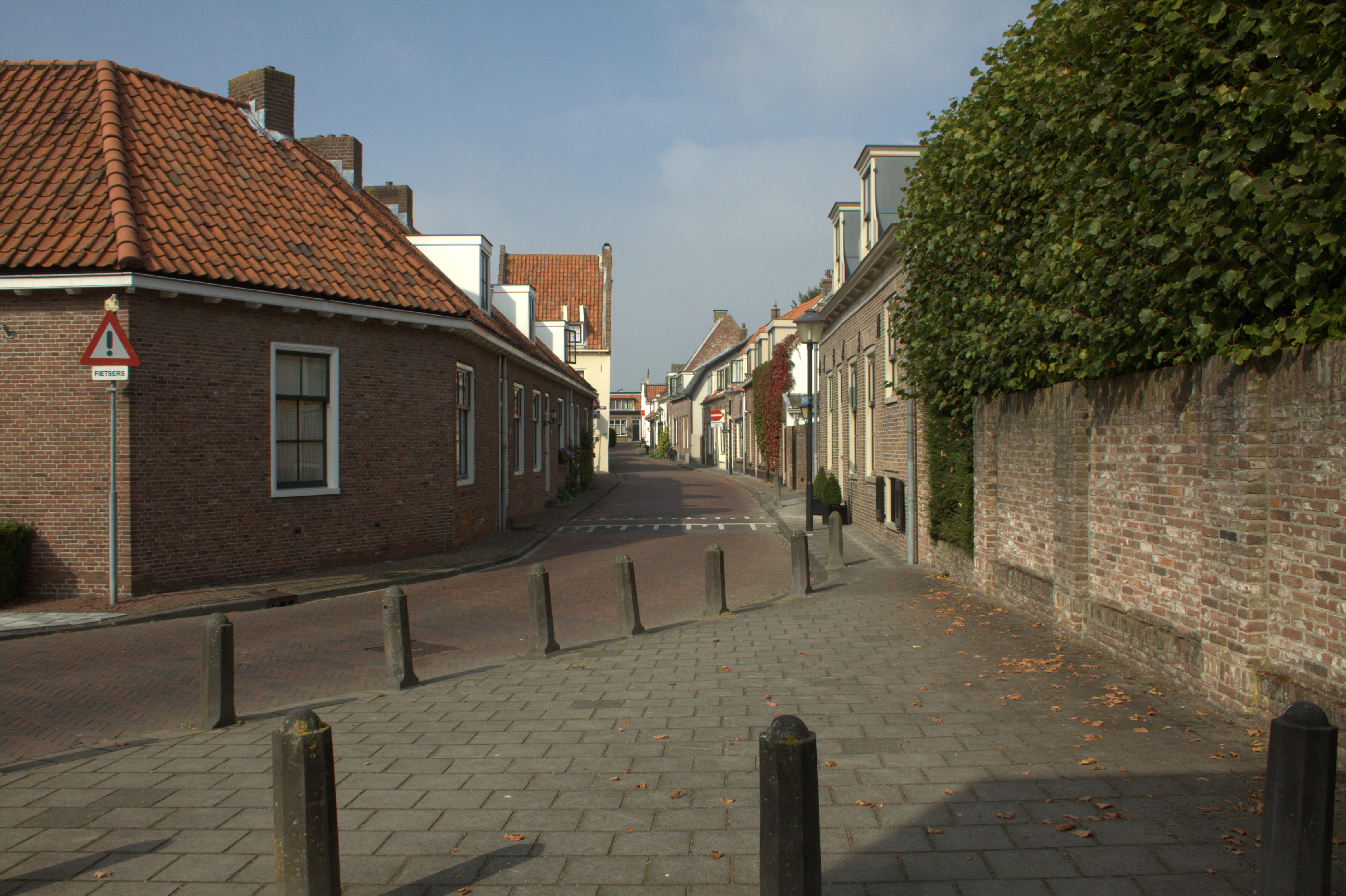
Aanzicht op de Varkensmarkt.

De Varkensmarkt is een straat in Vianen, Nederland.

## Ligging
De straat bevindt zich in het oude stadscentrum, dwars op de Langendijk. Deze loopt achter de zomerdijk van de Lek. Het verlengde van de Varkensmarkt heet de Weesdijk.

## Bebouwing
Er bevinden zich in deze straat diverse stadsboerderijen. De bebouwing bestaat voornamelijk uit eenlaagshuizen. Zijstraten zijn de Badhuisstraat en de Valkenstraat.
Langs de Varkensmarkt staan twee huizen uit de 17e eeuw, de oudste huizen in deze straat. Op de hoek Varkensmarkt/Valkenstraat is een rijksmonument gesitueerd. Het betreft een 18e-eeuwse woning met trapgevels.